# Maturin Veyssière de La Croze

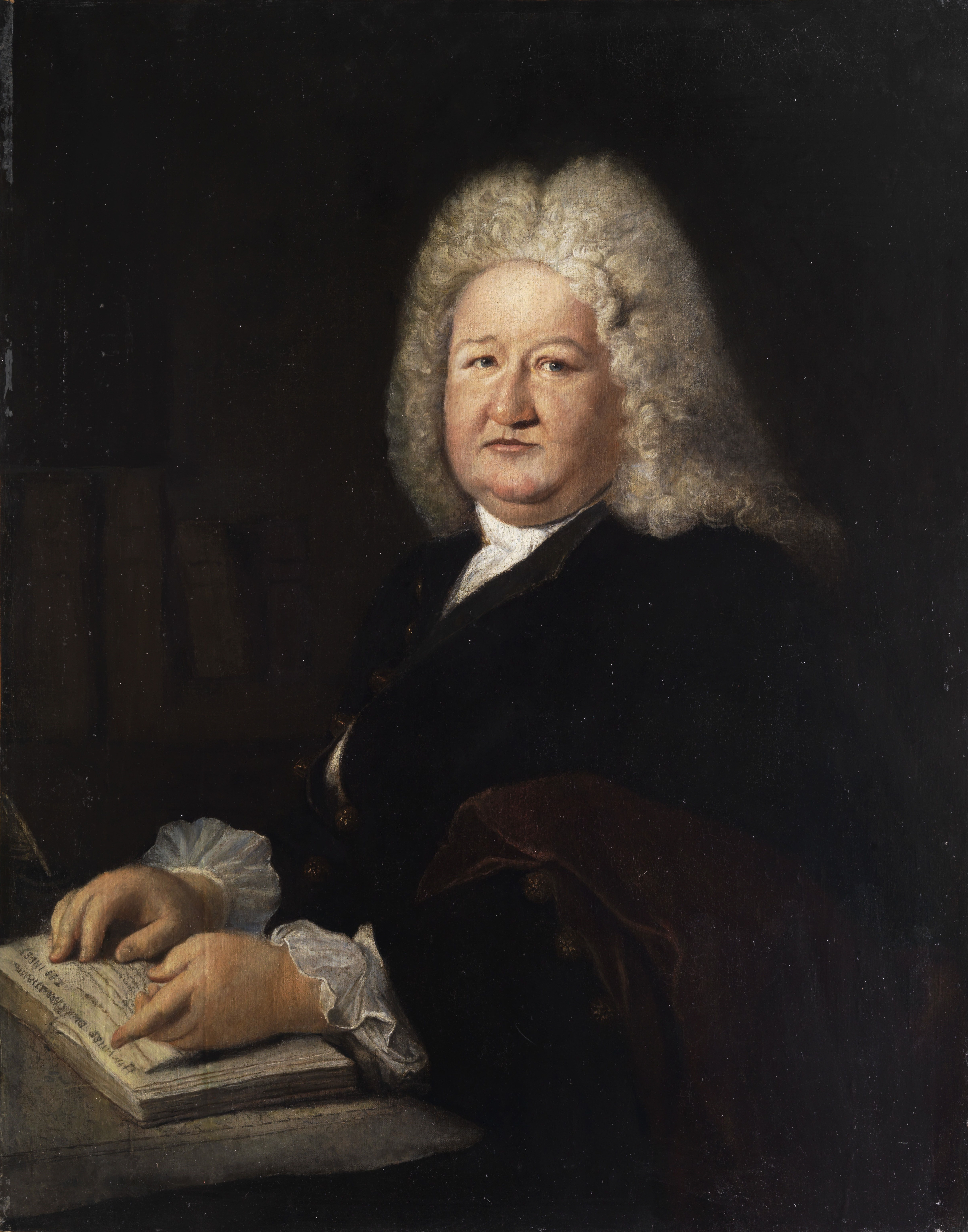
Maturin Veyssière de La Croze

Maturin Veyssière de La Croze (auch Mathurin; * 4. Dezember 1661 in Nantes; † 21. Mai 1739 in Berlin) war ein französischer Orientalist und Bibliothekar. Er wirkte am Berliner Hof und gehörte zur Gemeinschaft der Hugenotten. Er hinterließ vier Wörterbücher in koptisch, armenisch, slawisch und syrisch.

## Leben und Werk
Maturin Veyssière de La Croze wurde am 4. Dezember 1661 im französischen Nantes geboren. Seine erste Bildung und Privatunterricht bekam er von seinem Vater und aus der väterlichen Bibliothek. 1677 verarmte die Familie und er wurde Novize im Kloster Saint-Florent in Saumur. Er studierte Theologie in Le Mans. 1682 war er Benediktinermönch in der Abtei Saint-Germain-des-Prés in Paris. Er arbeitete an einer großen Ausgabe der Kirchenväter. 1696 kam er in Auseinandersetzungen mit dem Prior und floh nach Basel. Er fand Unterstützung bei den Professoren Peter Werenfels und Johann Jakob Buxtorf und trat zur Reformierten Kirche über.
1697 wurde de La Croze kurfürstlicher Bibliothekar in Berlin. Zusammen mit der Rangerhöhung des Kurfürsten Friedrich I. zum König wurde er 1701 königlicher Bibliothekar in Berlin. Er unterrichtete einige Mitglieder der Herrscherfamilie, darunter Wilhelmine von Preußen. 1718 erhielt er in Nachfolge von Johann Carl Schott zusätzlich die Aufsicht über das Münzkabinett und die Antikensammlung. Bei der Revision der Münzsammlung deckte er einen großen Diebstahl in der Sammlung auf, der sich bei der weiteren Untersuchung als ein noch größerer, langjähriger Diebstahl durch den Schlosskastellan Valentin Runck und den Hofkleinschmied Daniel Stieff herausstellte. Beide wurden daraufhin am 8. Juni 1718 öffentlich hingerichtet. 1725 hatte er zusätzlich eine Professur für Philosophie am französischen Collegium in Berlin. Er galt als einer der gebildetsten Männer seiner Zeit und führte umfangreiche Korrespondenz mit vielen bedeutenden anderen Gelehrten. Während er zu Beginn seiner Berliner Zeit durch Friedrich I. gute Bedingungen, wenn auch wenig Etat für den Ausbau der Berliner Bibliothek hatte, waren die Interessen des Soldatenkönigs Friedrich Wilhelm I der Bildung feindlich. So wurde der Etat zum Neuerwerb von Büchern komplett gestrichen und zeitweise sogar die Gehälter für die Bibliotheksangestellten. Nur dank einem Lotteriegewinn und anderer Einkünfte konnte er seine Aufgabe als Bibliothekar weiterführen. Er katalogisierte den kompletten Handschriftenbestand und machte die Bibliothek so der Forschung zugänglich. Er schrieb einige Werke zur Missionsgeschichte in Indien (wobei er wesentlich auf die Arbeiten des Missionars Bartholomäus Ziegenbalg zurückgreifen konnte), Äthiopien und Armenien. Er starb in Berlin am 21. Mai 1739. Sein Nachfolger als Erster Bibliothekar und Vorsteher der Antikensammlung und des Münzkabinetts wurde sein Adoptivsohn Jacques Gaultier de La Croze.
De La Croze hinterließ eine bedeutende Privatbibliothek und einen großen Nachlass mit zahlreichen unveröffentlichten Werken. Seine Manuskripte gingen an Th. Hirsch und Charles Étienne Jordan. Sein Manuskript für ein Koptisches Lexikon bildete die Basis für das Lexicon Ægyptiaco-Latinum, das postum herauskam und das auch Jean-François Champollion für seine Arbeit nutzte. Adolf von Harnack schreibt über ihn: „Nicht nur die Cultursprachen beherrschte er sämmtlich, sondern er drang auch, obgleich überall Autodidakt, in die slavischen Sprachen, die baskische, die armenische, die semitischen, die chinesische, vor allem aber in die koptische ein.“

## Schriften (Auswahl)
- Vindiciae veterum scriptorum, contra J. Harduinum S. J. P. Rotterdam 1708 (Digitalisat)
- Koptisch-Lateinisches Lexikon, Manuskript datiert auf 1721, Universitätsbibliothek Leiden, Or. 431 B.
  - (weiterbearbeitet von Christian Scholz, hrsg. von Carl Gottfried Woide:) Lexicon Aegyptiaco-Latinum. Oxford 1775 (Digitalisat)
- Histoire du christianisme des Indes. Den Haag 1724 (Digitalisat)
  - (dt. Übs.:) Abbildung des Indianischen Christen-Staats. Halle 1727 (Digitalisat)
- Remarques de monsieur de La Croze ... sur son Histoire du christianisme des Indes. Amsterdam 1737 (Digitalisat)
- Histoire du christianisme d'Ethiopie et d'Armenie. Den Haag 1739 (Digitalisat)
  - (dt. Übs.:) Historische Beschreibung des Zustandes der Christlichen Religion in Ethiopien und Armenien. Danzig 1740 (Digitalisat)
- Abrégé de l'histoire universelle. Gotha 1755 (Digitalisat); 3. Ausg., Amsterdam 1761 (Digitalisat); neue Ausg., Gotha 1763 (Digitalisat); Gotha & Göttingen 1772 (Digitalisat)
  - (dt. Übs.:) Kurzer Begrif der allgemeinen Weltgeschichte. Gotha 1755 (Digitalisat); 2. Ausg., Gotha 1762 (Digitalisat); 3. Ausg., Gotha & Göttingen 1768 (Digitalisat)
- Veröffentlichte Briefe